# Carapintadas
Las sublevaciones carapintadas fueron una serie de cuatro sublevaciones militares ocurridas en la Argentina entre 1987 y 1990, poco después de que en diciembre de 1983 se iniciara en el país el período de democracia más extenso de su historia (aún vigente). Desde 1930, Argentina había atravesado más de cincuenta años de golpes de Estado militares que impidieron que se consolidara un sistema democrático, luego de que en 1912 se estableciera el voto secreto y obligatorio. Después de instalado el gobierno democrático, se abrieron decenas de causas judiciales para investigar los delitos de lesa humanidad cometidos durante la última dictadura. Varios militares resultaron condenados, incluyendo entre ellos a algunos integrantes las juntas militares. En ese contexto de gran cantidad de procesamientos judiciales y condenas contra militares, se produjeron los levantamientos, cuando un grupo de oficiales de graduación intermedia del Ejército Argentino, conocidos como los «Carapintadas» debido al hecho de que se presentaban con pintura facial de camuflaje como en la guerra, tomaron instalaciones militares para protestar contra los juicios por violaciones a los derechos humanos, desconociendo la cadena de mando en cabeza de los presidentes constitucionales Raúl Alfonsín y Carlos Menem.
Pese a haber sido derrotados, las sublevaciones carapintadas presionaron al poder democrático e influyeron en la sanción de las llamadas «leyes de impunidad», sancionadas durante los gobiernos de Alfonsín y Menem, que liberaron a los acusados y dejaron sin efecto las investigaciones y condenas dictadas contra los autores de crímenes de lesa humanidad. En 2003, veinte años después de caída la dictadura, las leyes de impunidad fueron anuladas por el Congreso Nacional y la Corte Suprema, durante la presidencia de Nestor Kirchner, para permitir que los delitos fueran finalmente investigados y los culpables condenados. Los militares sublevados fueron juzgados y condenados, pero por último resultaron indultados.

## Sublevaciones

### Sublevación de Monte Caseros
Sería de nuevo Aldo Rico el líder del segundo levantamiento, que tuvo lugar el 15 de enero de 1988, con epicentro en la localidad correntina de Monte Caseros. El 30 de diciembre se le había concedido el privilegio de arresto domiciliario; dos semanas más tarde, envió un comunicado afirmando que desconocía la autoridad del Estado Mayor General del Ejército y de los tribunales militares por no ver garantizada la justicia, y escapó. La autoridad militar, el teniente general José Caridi, sucesor de Ríos Ereñú, declaró a Rico en rebelión, y el Ministerio de Defensa ordenó su captura y lo declaró en disponibilidad —destitución—.
Tres días más tarde, el 18 de enero de 1988, se lo encontró en el Regimiento de Infantería 4 de Monte Caseros. Rico volvió a emitir un comunicado como «Ejército Nacional en Operaciones». Caridi, al frente del II Cuerpo de Ejército, hizo frente a las tropas insurrectas, las que se rindieron sin presentar batalla. Los detenidos fueron numerosos; Rico, tras declarar públicamente que no se arrepentía de sus actos y afirmar que «la duda es la jactancia de los intelectuales», regresó a prisión. Unos cuatrocientos treinta oficiales y soldados serían llevados a juicio por sus acciones en los dos alzamientos; aunque los casos relativos al terrorismo de Estado y la tortura durante la dictadura disminuyeron para los oficiales de baja graduación, la protesta de las facciones promilitares no cesó. Rico, desde su celda, se convirtió en la principal figura del Movimiento por la Dignidad Nacional y líder del Ejército Nacional.
Un comando de exagentes de inteligencia de la Fuerza Aérea que tomó el Aeroparque Metropolitano en apoyo a Rico, fue reducido por la Gendarmería y la Policía Federal, juzgado en el fuero civil y militar en 1988 e indultado por Menem con el cambio de gobierno.

### Sublevación de Villa Martelli
El último de los alzamientos durante el gobierno de Alfonsín tuvo lugar el 1 de diciembre de 1988, cuando unos cuarenta y cinco oficiales de la unidad Albatros, un cuerpo de élite de la Prefectura Naval Argentina saqueó de armas el arsenal de las dependencias de Prefectura en Zárate, provincia de Buenos Aires, y se rebeló. Alfonsín, a su regreso del exterior, consideró el problema menor, al no provenir del Ejército, pero los rebeldes se trasladaron a la Escuela de Infantería de Campo de Mayo, donde se sumaron a un grupo de militares que coparon el cuartel. Su líder era el entonces coronel Mohamed Alí Seineldín, un veterano de la guerra de las Malvinas, asesor de Manuel Noriega en la formación de comandos, y declarado miembro de la rama más nacionalista del Ejército, afirmó que el objetivo era «salvar el honor» de las Fuerzas Armadas, pero ya en contacto con dirigentes justicialistas lo que buscaba era que Alfonsín firmara la amnistía general e irrestricta también para los miembros de las organizaciones político-militares de la década de 1970.
Caridi movilizó tropas leales y rodeó la guarnición de Campo de Mayo. Luego de un combate de morteros donde un rebelde fue herido de muerte, Seineldín huyó a Villa Martelli. Sin embargo, varios otros grupos declararon su apoyo a los carapintadas en la provincia de Buenos Aires, así como en la de Córdoba y Salta; la rebelión más importante fue la del Batallón de Logística 10 de Villa Martelli, en la periferia del Gran Buenos Aires, donde se dirigieron los rebeldes de Campo de Mayo evadiendo el cerco. El general Isidro Cáceres fue destacado por el mando leal para enfrentarlos, pero con órdenes de no iniciar acciones armadas salvo en caso de extrema necesidad.
Acantonados, el 4 de diciembre anunciaron sus exigencias: la destitución de Caridi, la extensión de la ley de Obediencia Debida a todo el personal militar excepto a los miembros de la Junta, amnistía para los procesados por los alzamientos anteriores, e impunidad para todos los participantes en este; excepto Seineldín. Los tanques leales rompieron el cerco y ya sin poder conseguir sus objetivos y en soledad, Seineldín fue procesado y detenido en Palermo al igual que el resto del personal que participó tanto de la Prefectura Naval como del Ejército, así como el mayor Hugo Abete, que no depuso las armas hasta días más tarde. Caridi pidió su pase a retiro. Seineldín permaneció detenido y procesado hasta que, con el cambio de gobierno, Menem le otorgó el indulto.

### Sublevación del 3 de diciembre de 1990
A pesar de los entonces recientes indultos realizados por el presidente Carlos Menem que incluyeron a condenados, detenidos y procesados por terrorismo de Estado, alzamientos carapintadas y Guerra de Malvinas y a jefes de las organizaciones político-militares de la década de 1970 Seineldín rompió con Menem y fue puesto bajo arresto militar, y planeó una rebelión que se materializó el 3 de diciembre de 1990, en protesta contra la creciente injerencia del poder político en la cúpula militar. Uno de los principales impulsores de la asonada fue el capitán Gustavo Breide Obeid, subordinado de Seineldín.
En la madrugada del 3 de diciembre un grupo de poco más de cincuenta militares ocupó el Edificio Libertador, las instalaciones del Regimiento de Patricios, la fábrica de tanques TAMSE, el Batallón de Intendencia 601 y otras unidades. Según los sublevados, sólo exigían la remoción del generalato del Ejército Argentino.
Las Fuerzas Armadas, encabezadas por el titular del Ejército, teniente general Martín Félix Bonnet, reprimieron con violencia la rebelión y recuperaron los objetivos tomados. El saldo fue de trece fallecidos —de los cuales cinco fueron civiles— y decenas de heridos. Durante el juicio Seineldín asumió la total responsabilidad de las muertes que provocó dicho enfrentamiento, y realizó un alegato conocido como «El Nuevo Orden Mundial», el 7 de agosto de 1991, en el que alegó maquinaciones del imperialismo estadounidense y su servidor en Argentina, Menem, en el desmantelamiento del Ejército y la defensa nacional.

## Consecuencias

### Los Indultos de Menem
A pocos días del tercer alzamiento carapintada, Menem completó los indultos, dando la libertad a los miembros de la Junta y otros militares y civiles, varios de ellos condenados a prisión perpetua: Jorge Rafael Videla, Emilio Eduardo Massera, Roberto Eduardo Viola, Ramón Camps, Guillermo Suárez Mason, el exministro de Economía José Alfredo Martínez de Hoz y el exjefe de la Policía Federal Argentina Ovidio Ricchieri. Solo Seineldín permaneció en prisión a consecuencia de los incidentes hasta mayo de 2003, cuando fue indultado por el entonces presidente interino Eduardo Duhalde.

### Actualidad
En 2010 el militar Víctor Alejandro Gallo fue imputado por la apropiación ilegal de un hijo menor de una desaparecida.
En 2019, el entonces ministro de Defensa durante el gobierno de Mauricio Macri, el político radical Oscar Aguad, sentó oficialmente una nueva postura frente a las sublevaciones carapintadas. Aguad minimizó la gravedad de las sublevaciones carapintadas, durante una entrevista con María O'Donnell en la estación de radio Metro 95.1, caracterizándolos como un «acontecimiento chiquito»: 

Lo de Aldo Rico con los carapintadas es historia vieja, no creo que hay que sacarlo a eso, pasó... Fue un acontecimiento chiquito en la historia y no tuvo ninguna implicancia, yo no creo que haya puesto en jaque a la democracia.
Oscar Aguad

## Filmografía
- 2018: Esto no es un golpe (película documental dirigida por Sergio Wolf que registra los eventos del levantamiento carapintada de 1987)
- El último patriota (Documental)